# Орлович, Мечислав
Мечислав Орлович (пол. Mieczysław Orłowicz, 17 декабря 1881, Комарно — 4 октября 1959, Варшава) — польский географ, этнограф, краевед и популяризатор туризм, доктор права. Автор многих статей, заметок, рецензий по туризму и краеведению.

## Биография
Родился в семье нотариального практиканта (с 1895 года — нотара) Михала Орловича и его жены Эмилии с Красицких. Детство провел под опекой матери и ее семьи в Прухнике круг Ярослава. В это время отец для лучшего заработка уехал в США. Учился в гимназиях Ярослава (1891-95), Самбора (1895-96), Хырова (1896-99), где в 1899 году сдал экзамены на аттестат зрелости. Записался учиться в 1899-90 учебном году (потом — выпускник) до Университета Яна Казимира во Львове (Львовский национальный университет имени Ивана Франко) и одновременно в торговой академии Вены. Посещал лекции по истории искусства, географии, истории во Львове и Кракове. В 1904 году начал организовывать экскурсии по Татрах. В 1906-м стал доктором права.
Был одним из основателей Академического туристского клуба во Львове (1906 г.) — первая академическая организация туризма в Польше, организовал первый Национального олимпийского комитета в Польше (с 1930 года, был его вице-президент), принимал участие в создании польских Хостел Ассоциации, автор более 150 путеводителей, в том числе по Львову и Галичине. Служил в польской армии во время польско-украинской войны 1918-1919 годов.
Во время II-й мировой тяжело заболел, его библиотека, собранные им рукописи, архив фотографий были уничтожены после Варшавского восстания.
Работал в 1919-1932 гг. референтом по туризму в Министерстве общественных работ, а в 1932-1939, с 19 октября 1945 до 1952 — референтом в туристическом отделе Министерства путей сообщения. С 1952 года до смерти работал в Комитете туристических дел Президиума правительства, был членом Комиссии краеведения и туризма при министерстве образования ПНС.
Умер 4 октября 1959 года (в 78-летнем возрасте) и был похоронен в Варшаве на Аллее заслуженных кладбища на Повонзках.
Его именем названы улица в польской столице, туристические пути, дом туристов и туристический клуб.
В 1970 году в Варшаве вышла посмертная книга Орловича «Мои туристические воспоминания».

## Путеводители
- Иллюстрированный путеводитель по Восточных Карпатах, Галиции, Буковине и Венгрии. — Львов, 1914
- Ilustrowany przewodnik po Galicyi, Bukowinie, Spiszu, Orawie i Slasku Cieszynskim.— Lwów, 1919
- Ilustrowany przewodnik po Lwowie, Lwów, 1920; предназначался для воинов Войска польского[3]
- Ilustrowany przewodnik po województwie pomorskiem. — Lwów, 1924
- Ilustrowany przewodnik po Lwowie ze 102 ilustracjami i planem miasta.— Lwów-Warszawa, 1925; второе издание
- Ilustrowany przewodnik po Gdańsku wraz z terytorjum Wolnego Miasta. — Warszawa, 1928
- Ilustrowany przewodnik po Mazurach Pruskich Warmii i, Agencja Wydawnicza «Remix», Olsztyn, 1991, ISBN 83-900155-0-1
- Przewodnik po Wojewodztwie Tarnopolskim. — Nakladem Wojewodzkiego Towarzystwa Turystyczno-Krajoznawczego w Tarnopolu, 1929
- Иллюстрированный путеводитель по Волыни. — Луцк, 1929
- Zakopane, 1930
- Toruń. — Warszawa, 1948.